# Soumensac
Soumensac är en kommun i departementet Lot-et-Garonne i regionen Nouvelle-Aquitaine i sydvästra Frankrike. Kommunen ligger i kantonen Duras som tillhör arrondissementet Marmande. År 2022 hade Soumensac 224 invånare.

## Befolkningsutveckling
Antalet invånare i kommunen Soumensac
| Referens: INSEE |